# Andy Carroll
Andrew Thomas Carroll, född 6 januari 1989 i Gateshead, är en engelsk fotbollsspelare (anfallare) som spelar för Dagenham & Redbridge FC. 

## Klubbkarriär
Den 2 november 2006 blev han vid en ålder av 17 år och 300 dagar den yngsta spelaren någonsin i UEFA-cupen efter att ha blivit inbytt i matchens 90:e minut i Newcastle Uniteds 1-0-seger mot Palermo. Säsongen 2006–2007 lånades han ut till Preston i The Championship där han hann med ett mål på sina 11 matcher. Efter sitt lån återvände Carroll till Newcastle.
Under säsongen 2009/10 slog sig Carroll in i Newcastles startelva. Newcastle, som spelade i The Championship 09/10 efter nedflyttningen från Premier League 2009, toppade ligan vid nyår, utan någon större influens från Carroll, men Caroll lyckades komma med i startelvan efter nyår. I 2–4-förlusten mot West Bromwich i FA-cupens fjärde omgång gjorde Carroll båda målen, och det var bara början på anfallarens suveräna vårsäsong. Den 24 mars gjorde han sitt 16:e mål för säsongen när han sänkte Doncaster på The Keepmoat, två dagar efter att enligt rapporter brutit käken på sin lagkamrat Steven Taylor.

### Liverpool FC
Den 31 januari 2011 23:55 (svensk tid), fem minuter innan transferfönstret stängdes, blev Andy Carroll officiellt klar för Liverpool. Övergången bekräftades på Liverpools officiella hemsida. Carroll skrev ett kontrakt på 5,5 år med klubben som varar fram till 2016. Övergångssumman var 35 miljoner pund, vilket motsvarar cirka 381 miljoner kronor, och gör honom till Liverpools dyraste spelare någonsin.
Carroll tilldelades Fernando Torres tidigare tröja nummer 9. Första och andra målet i Liverpool-tröjan kom i 3–0-segern den 11 april 2011 mot Manchester City. På Wembley den 14 april 2012 gjorde Carroll 2–1-målet mot lokalrivalen Everton och skickade därmed Liverpool till FA-cup-final.

### West Ham United
Den 21 maj 2013 var West Ham United och Liverpool FC överens om en övergångssumma på cirka 15 500 000 pund för att göra lånet permanent. Carroll tecknade ett sexårigt kontrakt med West Ham United den 19 juni 2013. Övergångssumman landade slutligen på 15 500 000 pund vilket är ett nytt rekord för klubben.

### Återkomst i Newcastle United
Den 8 augusti 2019 återvände Carroll till Newcastle United, där han skrev på ett ettårskontrakt.

### Reading
Den 15 november 2021 värvades Carroll av Reading, där han skrev på ett korttidskontrakt till mitten av januari 2022.

### West Bromwich Albion
Den 28 januari 2022 gick Carroll på fri transfer till West Bromwich Albion, där han skrev på ett halvårskontrakt.

### Återkomst till Reading
Den 15 september 2022 blev Carroll klar för en återkomst till Reading, där han skrev på ett korttidskontrakt till mitten av januari 2023. Kontraktet förlängdes senare till sommaren 2024.

### Amiens
Den 1 september 2023 blev Carroll klar för Amiens i franska andraligan. Han debuterade dagen därpå i en 4–1-vinst över Guingamp.

### Bordeaux
I september 2024 gick Carroll till franska Championnat National 2-klubben Bordeaux.

## Landslagskarriär
Carroll debuterade för det engelska landslaget i november 2010, och gjorde sitt första mål i sin andra match den 29 mars 2011 i en vänskapsmatch mot Ghana på Wembley.

## Meriter
Liverpool
- Engelska Ligacupen: 2011/2012